# 렘펠-지브-오버휴머
렘펠-지브-오버휴머(Lempel–Ziv–Oberhumer, LZO)는 압축 해제 속도에 중점을 둔 비손실 데이터 압축 알고리즘이다.

## 설계
1996년에 출시된 오리지널 "lzop" 구현은 마르쿠스 프란츠 크사버 요하네스 오버후머가 아브라함 렘펠과 야코브 지브의 이전 알고리즘을 기반으로 개발했다. LZO 라이브러리는 다음 특성을 가진 여러 알고리즘을 구현한다.
- DEFLATE 압축에 비해 더 높은 압축 속도
- 매우 빠른 압축 해제
- 압축 중 추가 버퍼 필요 (압축 수준에 따라 8kB 또는 64kB 크기)
- 원본 및 대상 버퍼 외에 압축 해제를 위한 추가 메모리가 필요하지 않음
- 압축 해제 속도에 영향을 주지 않고 압축률과 압축 속도 사이의 균형을 조절할 수 있음

LZO는 중첩 압축 및 제자리 압축 해제를 지원한다. 블록 압축 알고리즘으로서 데이터 블록을 압축 및 압축 해제한다. 압축 및 압축 해제에 사용되는 블록 크기는 동일해야 한다. LZO는 데이터 블록을 일치(슬라이딩 딕셔너리) 및 일치하지 않는 리터럴 실행으로 압축하여 중복성이 높은 데이터에서 좋은 결과를 생성하고 압축 불가능한 데이터를 수용 가능하게 처리하며, 최소 1KB의 블록 크기로 측정할 때 원본 크기의 최대 1/64까지만 압축 불가능한 데이터를 확장한다.

## 구현
참조 구현은 ANSI C로 작성되었으며 GNU 일반 공중 사용 허가서에 따라 자유 소프트웨어로 제공되었다. 코드의 저작권은 마르쿠스 F. X. J. 오버후머가 소유한다. 이 코드는 1996년에 처음 출판되었다. 오버후머는 또한 lzop이라는 명령줄 프런트엔드를 작성했다.
LZO 버전은 펄, 파이썬, 자바 언어에서 사용할 수 있다. 다양한 LZO 구현은 AIX, 아타리 TOS (아타리 ST), ConvexOS, IRIX, 리눅스, Mac OS, 닌텐도 64, 팜 OS, 플레이스테이션, 솔라리스, SunOS, VxWorks, Wii, Win32에서 작동하는 것으로 보고되었다.
FFmpeg의 libavutil 라이브러리는 비손실 비디오 압축을 위한 가능한 방법으로 자체 LZO 구현을 포함한다. FFmpeg의 압축 해제기 구현은 OpenConnect에서도 주니퍼 네트웍스 및 펄스 시큐어 VPN 서버에서 전송하는 LZO 압축 ESP 패킷을 지원하기 위해 사용된다.
리눅스 커널은 일부 기능에 LZO 구현을 사용한다:
- Btrfs는 파일 시스템 압축을 위한 가능한 압축 방식으로 LZO를 사용한다.
- initrd 및 initramfs는 초기 램 드라이브 압축을 위한 가능한 압축 방식으로 LZO를 사용한다.
- SquashFS는 파일 시스템 압축을 위한 가능한 압축 방식으로 LZO를 사용한다.
- zram은 램 드라이브 압축을 위한 기본 압축 방식으로 LZO-RLE라는 런 렝스 부호화를 사용하는 LZO를 사용한다.
- zswap은 가상 메모리 압축을 위한 기본 압축 방식으로 LZO를 사용한다.